# 埃里森·贝沃
埃里森·贝沃（英語：Allison Baver，1980年8月11日—），是美国著名的女子短道速滑运动员。

## 职业生涯
在2010年温哥华冬奥会中，贝沃参加了3000米接力比赛，原本美国队第四个到达终点，但由于第一个到达终点的韩国队犯规，美国队递补获得铜牌。